# Cherbezatina mandarina
Cherbezatina mandarina är en skalbaggsart som beskrevs av Marc Lacroix 1993. Cherbezatina mandarina ingår i släktet Cherbezatina och familjen Melolonthidae. Inga underarter finns listade i Catalogue of Life.